# 辽宁中医药大学附属医院
辽宁中医药大学附属医院 (英語：The First Affiliated Hospital of Liaoning University of Traditional Chinese Medicine)，创立于1956年，是一所集医疗、科研、教学、预防、保健、康复为一体的大型三级甲等，位于中华人民共和国辽宁省沈阳市皇姑区北陵大街33号，医院现有一院三区，即医院主院区——建筑面积8.7万平方米，开放床位1500张；慢病康复院区——建筑面积4.2万平方米，开放床位700张；沈本医院院区——建筑面积2万平方米，开放床位300张，职工2594。

## 概况
医院下辖干诊科、脾胃病科、心病科、针灸科、肾病科、肿瘤科、血液病科、内分泌科、呼吸科、耳鼻喉、口腔、皮肤、康复、外、妇、儿、眼科等科，另有药厂一座。
医院内原有李时珍像一座，1997年医院全面翻修。
2006年辽宁中医学院更名为辽宁中医药大学，其附属医院由辽宁中医学院附属医院更名为辽宁中医药大学附属医院。

## 荣誉
- 全国百佳医院
- 全国精神文明创建工作先进单位
- 辽宁省首届老百姓信得过医院
- 三级甲等中医医院和全国示范中医院
- 全国十所文明服务示范医院之一
- 全国卫生文化建设先进单位